# Lemmy Kilmister
Lemmy Kilmister, właśc. Ian Fraser Kilmister (ur. 24 grudnia 1945 w Burslem, zm. 28 grudnia 2015 w Los Angeles) – brytyjski piosenkarz, autor tekstów i muzyki. Założyciel, wokalista, basista, główny autor tekstów i jedyny stały członek brytyjskiego zespołu heavymetalowego Motörhead. Grał również w formacjach Hawkwind i The Head Cat.
W 2006 został sklasyfikowany na 48. miejscu listy 100 najlepszych wokalistów wszech czasów według „Hit Parader”. Z kolei w 2009 roku został sklasyfikowany na 22. miejscu listy 50 najlepszych heavymetalowych frontmanów wszech czasów według Roadrunner Records.
Był znany ze swojego wyglądu, który obejmował jego charakterystyczne, inspirowane wojskiem poczucie mody i chrapliwy zgrzyt głosu, który kiedyś został okrzyknięty „jednym z najbardziej rozpoznawalnych głosów w rocku”. Był również znany ze swojego wyjątkowego sposobu śpiewania, który kiedyś opisywano jako „patrzenie w górę w kierunku wysokiego mikrofonu nachylonego w kierunku jego zniszczonej twarzy”. Był również znany ze swojego stylu gry na basie i używania swojej gitary basowej Rickenbacker do tworzenia „obezwładniającego, przesterowanego rytmicznego dudnienia”, podczas gdy innym godnym uwagi aspektem jego brzmienia basowego było to, że często grał power chords, używając mocno przesterowanych lampowych wzmacniaczy Marshalla.
Lemmy urodził się w Stoke-on-Trent i dorastał w pobliskich miastach Newcastle-under-Lyme i Madeley, a później w walijskiej wiosce Benllech. Słuchał rock and rolla i wczesnych dzieł Beatlesów, co doprowadziło go do gry w kilku zespołach rockowych w latach 60., takich jak Rockin 'Vickers. Pracował jako roadie dla Jimiego Hendriksa i The Nice, zanim dołączył do space rockowego zespołu Hawkwind w 1971 roku, śpiewając główne wokale w ich hicie „Silver Machine”. W 1975 roku został zwolniony z Hawkwind po aresztowaniu za posiadanie narkotyków; w tym samym roku został założycielem, wokalistą, basistą i autorem tekstów Motörhead. Sukces zespołu osiągnął szczyt w latach 1980 i 1981, w tym przebój „Ace of Spades” i znajdujący się na szczycie list przebojów album koncertowy No Sleep ’til Hammersmith.
Lemmy regularnie nagrywał i koncertował z Motörhead aż do swojej śmierci 28 grudnia 2015 roku w Los Angeles, gdzie mieszkał od 1990 roku. Na dwa dni przed śmiercią zdiagnozowano u niego raka prostaty. Oprócz swojej kariery muzycznej miał pomniejsze role i występy w filmie i telewizji. Był znany ze swojego ciężkiego stylu życia, który obejmował nałogowe palenie i codzienne zażywanie dużych ilości alkoholu i amfetaminy.

## Życiorys

### Wczesne lata

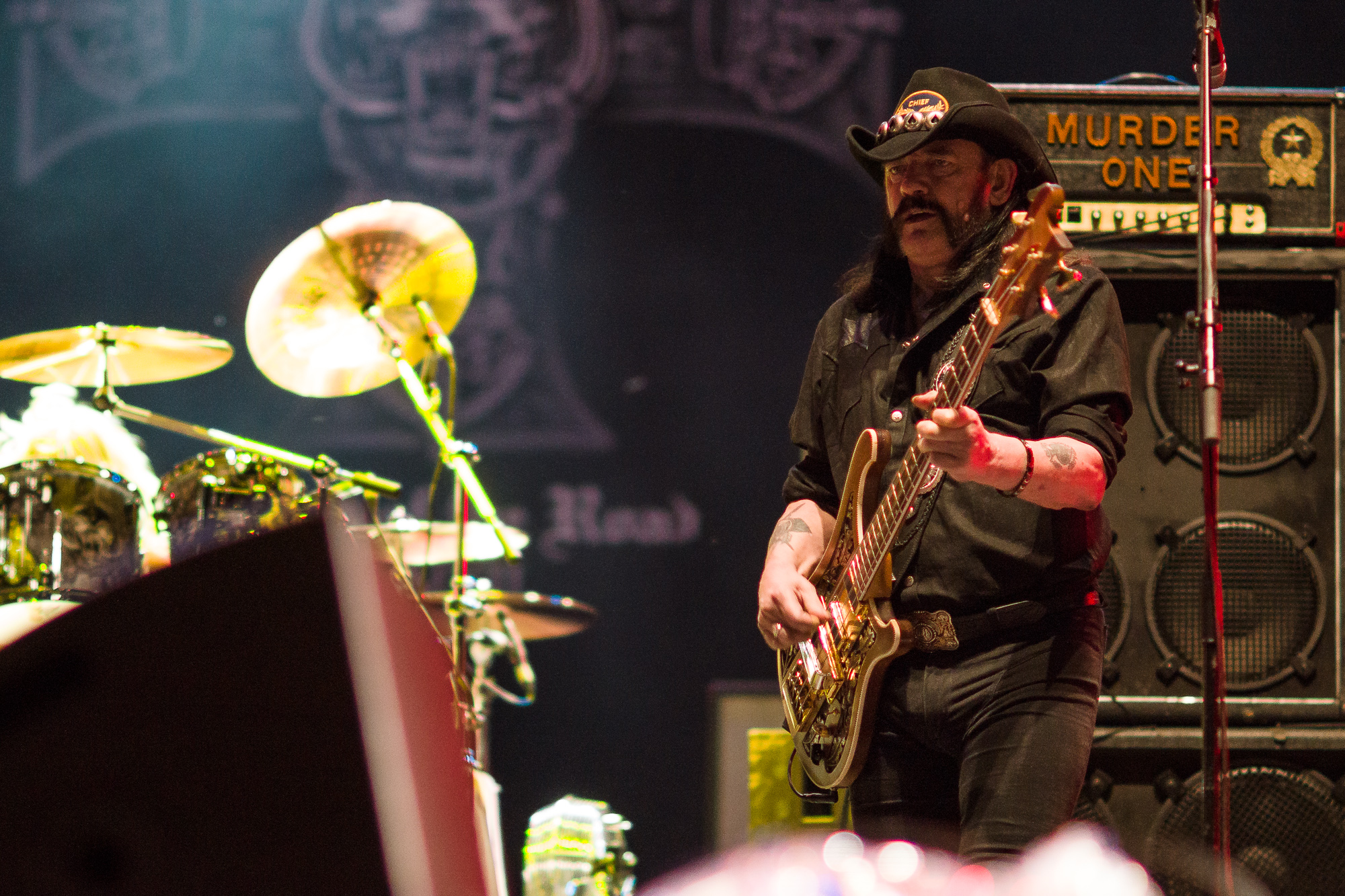
Lemmy Kilmister podczas koncertu wraz z zespołem Motörhead na Ursynalia – Warsaw Student Festival w 2013 roku

Lemmy urodził się 24 grudnia 1945 r. W rejonie Burslem w Stoke-on-Trent, Staffordshire. Gdy miał trzy miesiące, jego ojciec, były kapelan brytyjskich sił powietrznych i pianista koncertowy, odszedł od matki. Ian przeprowadził się z matką i babcią do pobliskiego Newcastle-under-Lyme, a następnie do Madeley. Kiedy Lemmy miał 10 lat, jego matka wyszła za mąż za byłego gracza rugby, George’a L. Willisa, który miał już dwoje starszych dzieci z poprzedniego małżeństwa, Patricię i Tony’ego, za którymi Lemmy nie przepadał. Później przenieśli się na farmę w walijskiej wiosce Benllech, Anglesey. Lemmy skomentował, że „co zabawne, bycie jedynym angielskim dzieckiem spośród 700 Walijczyków nie zapewniło im najszczęśliwszego czasu, ale było to interesujące z antropologicznego punktu widzenia”. Uczęszczał do szkoły Sir Thomasa Jonesa w Amlwch, gdzie nazywano go „Lemmy”. Później niektórzy sugerowali, że nazwa pochodzi od wyrażenia „lemmy [lend me – pożycz mi] funta do piątku” z powodu jego rzekomego zwyczaju pożyczania pieniędzy od ludzi, aby grać na automatach, chociaż sam Lemmy powiedział, że nie znał pochodzenia nazwy. Wkrótce zaczął interesować się rock and rollem, dziewczętami i końmi.
W szkole Lemmy zauważył ucznia, który przyniósł do szkoły gitarę i był „otoczony przez laski”. Jego matka miała gitarę, którą następnie zabrał do szkoły, przez co sam był otoczony dziewczynami, mimo że nie umiał grać. Zanim opuścił szkołę, przeniósł się z rodziną do Conwy. Pracował dorywczo w kilku miejscach, w tym w lokalnej fabryce urządzeń elektrycznych Hotpoint, jednocześnie grał na gitarze dla lokalnych zespołów, takich jak Sundowners i spędzał pozostały czas w szkole jeździeckiej. Widział występy Beatlesów w Cavern Club w Liverpoolu, gdy miał 16 lat, a potem nauczył się grać na gitarze piosenki z ich pierwszego albumu Please Please Me.

### Kariera
We wczesnych latach sześćdziesiątych zaczął żywo interesować się muzyką rockową. Po pierwszych doświadczeniach muzycznych (m.in. gra w zespołach amatorskich, posada technika sceny przy zespole Jimiego Hendriksa) udało mu się w 1971 roku znaleźć etat basisty w zespole Hawkwind, gdzie od czasu do czasu udzielał się również wokalnie. Podczas kanadyjskiej trasy koncertowej zespołu w 1975 roku pogłębiła się przepaść dzieląca członków grupy i uzależnionego wtedy od amfetaminy muzyka. W maju 1975 roku podczas trasy koncertowej po Ameryce Północnej, w trakcie przekraczania granicy Stanów Zjednoczonych i Kanady, Lemmy został zatrzymany, ponieważ straż graniczna znalazła przy nim biały proszek, jak przypuszczano kokainę. W rzeczywistości był to siarczan amfetaminy, legalny wówczas w Kanadzie. Zatrzymanie do wyjaśnień spowodowało konieczność odwołania kilku koncertów, co rozwścieczyło pozostałych członków Hawkwind. Ostatecznie został wyrzucony z zespołu i zastąpiony przez gitarzystę Paula Rudolpha. Tym samym w 1975 roku zakończyła się działalność Lemmy’ego w Hawkwind.
Po powrocie do kraju rozpoczął poszukiwania muzyków, którzy byliby chętni tworzyć nowy zespół. Tuż przed zgubną w skutkach kanadyjską trasą Lemmy napisał utwór zatytułowany „Motorhead” (jest to obiegowa nazwa osoby zażywającej amfetaminę) i ostatecznie tak została nazwana nowo uformowana grupa (w nazwie użyto, w przeciwieństwie do tytułu piosenki, umlautu). Oprócz gry na gitarze basowej objął w niej także stanowisko wokalisty. Muzyka nowego zespołu znacznie różniła się od tego, co prezentował Hawkwind – była bardzo zadziorna, oparta na prostych riffach, zakorzeniona trochę w estetyce punk rocka, przez co stała się kamieniem milowym w rozwoju thrash metalu. Taka mieszanka doskonale zaspokajała oczekiwania słuchaczy, co spowodowało niebywały sukces komercyjny w Wielkiej Brytanii. Lemmy pozostaje do dziś dla wielkich rzesz fanów heavy metalu swoistym „guru”.
Lemmy określał siebie jako ateistę i anarchistę oraz przeciwnika komunizmu i faszyzmu.

### Śmierć
Lemmy Kilmister zmarł 28 grudnia 2015 roku w Los Angeles w wyniku zaburzeń rytmu i niewydolności serca oraz nowotworu prostaty. Miał 70 lat. Został pochowany 9 stycznia 2016 roku na cmentarzu Forest Lawn Memorial Park w Hollywood. W ceremonii pogrzebowej transmitowanej w serwisie YouTube wzięli udział m.in. Robert Trujillo, Dave Grohl i Rob Halford.
Śmierć Kilmistera spotkała się ze znacznym odzewem środowiska muzycznego. Kondolencje i wyrazy szacunku złożyli m.in. basista Nikki Sixx – członek Mötley Crüe, Dave Mustaine – lider Megadeth, perkusista Mike Portnoy – były perkusista grupy Dream Theater, Billy Idol, Ozzy Osbourne, King Diamond, Tom Morello – gitarzysta Rage Against the Machine oraz David Coverdale – wokalista Whitesnake.
24 sierpnia 2016 roku w West Hollywood w Kalifornii przed klubem Rainbow Bar & Grill został odsłonięty pomnik muzyka.

## Publikacje
- Lemmy Kilmister, Janniss Garza, White Line Fever (pol. Lemmy autobiografia – Biała gorączka), 2002, Simon & Schuster, ISBN 0-684-858-68-1.

## Dyskografia

### Albumy
| Tytuł                         | Rok  | Źródło |
| ----------------------------- | ---- | ------ |
| Lemmy Kilmister – Damage Case | 2006 | [ 12 ] |

### Single
| Tytuł                                                              | Rok  | Źródło |
| ------------------------------------------------------------------ | ---- | ------ |
| Wendy O. Williams, Lemmy Kilmister – Stand By Your Man             | 1982 | [ 13 ] |
| Lemmy Kilmister & The Upsetters with Mick Green – Blue Suede Shoes | 1990 | [ 14 ] |
| Lemmy Kilmister, Dave Grohl, Billy Gibbons – Run Rudolph Run       | 2008 | [ 15 ] |

### Albumy wideo
| Tytuł                                                          | Rok  | Źródło |
| -------------------------------------------------------------- | ---- | ------ |
| Lemmy Kilmister – Lemmy: 49% Mother F**ker, 51% Son of a Bitch | 2011 | [ 16 ] |

### Ścieżki dźwiękowe
| Album                                        | Rok  | Uwagi                                    | Źródło |
| -------------------------------------------- | ---- | ---------------------------------------- | ------ |
| Simon Boswell – Hardware (ścieżka dźwiękowa) | 1990 | śpiew w utworze „A Piece of Pipe”        | [ 17 ] |
| Airheads (ścieżka dźwiękowa)                 | 1994 | śpiew w utworze „Born to Raise Hell”     | [ 18 ] |
| Frezno Smooth (ścieżka dźwiękowa)            | 2001 | śpiew w utworze „Hardcore”               | [ 19 ] |
| Metal Thunder: Metal Brigade                 | 2001 | śpiew w utworze „Good Rockin’ Tonight”   | [ 20 ] |
| Flip Skateboards Presents Extremely Sorry    | 2009 | śpiew w utworach „Intro” i „Stand by Me” | [ 21 ] |

### Tribute albumy
| Album                                                            | Rok  | Uwagi                                                  | Źródło |
| ---------------------------------------------------------------- | ---- | ------------------------------------------------------ | ------ |
| Dragon Attack: A Tribute to Queen                                | 1997 | śpiew w utworze „Tie Your Mother Down”                 | [ 22 ] |
| Thunderbolt: A Tribute to AC/DC                                  | 1998 | śpiew w utworze „It’s a Long Way to the Top”           | [ 23 ] |
| A Tribute To Metallica: Metallic Assault                         | 2000 | gitara basowa w utworze „Nothing Else Matters”         | [ 24 ] |
| Spin the Bottle: An All-Star Tribute to Kiss                     | 2004 | śpiew w utworze „Shout It Out Loud”                    | [ 25 ] |
| Numbers from the Beast: An All Star Salute to Iron Maiden        | 2005 | śpiew w utworze „The Trooper”                          | [ 26 ] |
| Flying High Again: The World’s Greatest Tribute to Ozzy Osbourne | 2006 | śpiew w utworze „Desire”                               | [ 27 ] |
| Butchering the Beatles: A Headbashing Tribute                    | 2006 | gitara basowa i śpiew w utworze „Back in the U.S.S.R.” | [ 28 ] |

### Inne
| Album                                                                | Rok  | Uwagi                                                                       | Źródło |
| -------------------------------------------------------------------- | ---- | --------------------------------------------------------------------------- | ------ |
| Robert Calvert – Captain Lockheed and the Starfighters               | 1974 | gitara elektryczna, gitara basowa                                           | [ 29 ] |
| Warfare – Metal Anarchy                                              | 1985 | produkcja muzyczna                                                          | [ 30 ] |
| Plasmatics – Live! Terror Unleashed / Bump ’n Grind                  | 1985 | gościnnie śpiew i gitara basowa w utworze „Jailbait”                        | [ 31 ] |
| Nina Hagen – Nina Hagen                                              | 1989 | gościnnie śpiew i gitara basowa w utworze „Where’s the Party”               | [ 32 ] |
| Ozzy Osbourne – No More Tears                                        | 1991 | tekst do utworów „I Don’t Want to Change the World”, „Desire”, „Hellraiser” | [ 33 ] |
| Fast Eddie Clarke – It Ain’t Over till It’s Over                     | 1993 | gościnnie śpiew w utworze „Laugh at the Devil”                              | [ 34 ] |
| Mark Williamson – Time Slipping By                                   | 1994 | gościnnie śpiew w utworze „Prayer for the Children”                         | [ 35 ] |
| Ozzy Osbourne – Ozzmosis                                             | 1995 | współautor utworu „See You on the Other Side”                               | [ 36 ] |
| Mike Batt & The Royal Philharmonic Orchestra – Philharmania – Vol. 1 | 1998 | gościnnie śpiew w utworze „Eve of Destruction”                              | [ 37 ] |
| A.N.I.M.A.L. – Usa toda tu fuerza                                    | 1999 | gościnnie śpiew w utworze „Highway to Hell”                                 | [ 38 ] |
| Boetz – Call to Arms                                                 | 2002 | gościnnie śpiew w utworze „Call to Arms”                                    | [ 39 ] |
| Albert Järvinen – Let It Roll – Rocks & Rarities                     | 2004 | gościnnie śpiew w utworze „Count Down”                                      | [ 40 ] |
| Probot – Probot                                                      | 2004 | gościnnie śpiew i gitara basowa w utworze „Shake Your Blood”                | [ 41 ] |
| Throw Rag – 13 Ft. and Rising                                        | 2005 | gościnnie śpiew w utworze „Tonight the Bottle Let Me Down”                  | [ 42 ] |
| Saxon – The Inner Sanctum                                            | 2007 | gościnnie śpiew w utworze „I’ve Got to Rock (to Stay Alive)”                | [ 43 ] |
| Heideroosjes – Chapter Eight – The Golden State                      | 2007 | gościnnie głos w utworze „My Funeral”                                       | [ 44 ] |
| Meldrum – Blowin’ Up the Machine                                     | 2007 | gościnnie śpiew w utworze „Miss Me When I’m Gone”                           | [ 45 ] |
| Girlschool – Legacy                                                  | 2008 | gościnnie śpiew i gitara basowa w utworze „Don’t Talk to Me”                | [ 46 ] |
| Jake E. Lee – Runnin’ with the Devil                                 | 2008 | gościnnie śpiew w utworze „It’s A Long Way to the Top”                      | [ 47 ] |
| Slash – Slash                                                        | 2010 | gościnnie śpiew i gitara basowa w utworze „Doctor Alibi”                    | [ 48 ] |
| Michael Monroe – Sensory Overdrive                                   | 2011 | gościnnie śpiew w utworze „Debauchery as a Fine Art”                        | [ 49 ] |
| Doro – Raise Your Fist                                               | 2012 | gościnnie śpiew w utworze „It Still Hurts”                                  | [ 50 ] |
| Huntress – Starbound Beast                                           | 2013 | słowa utworu „I Want to Fuck You to Death”                                  | [ 51 ] |
| Emigrate – Silent So Long                                            | 2014 | gościnnie śpiew w utworze „Rock City”                                       | [ 52 ] |

## Filmografia
| Tytuł                                                        | Rok  | Rola         | Uwagi                                                      | Źródło |
| ------------------------------------------------------------ | ---- | ------------ | ---------------------------------------------------------- | ------ |
| The Decline of Western Civilization Part II: The Metal Years | 1988 | jako on sam  | film dokumentalny, reżyseria: Penelope Spheeris            | [ 53 ] |
| Odlotowcy                                                    | 1994 | jako rockers | film fabularny, reżyseria: Michael Lehmann                 | [ 54 ] |
| Tromeo i Julia                                               | 1996 | narrator     | film fabularny, reżyseria: James Gunn, Lloyd Kaufman       | [ 55 ] |
| In a Metal Mood                                              | 1996 | jako on sam  | film dokumentalny, reżyseria: Henning Lohner               | [ 56 ] |
| Metal: A Headbanger’s Journey                                | 2005 | jako on sam  | film dokumentalny, reżyseria: Sam Dunn, Scot McFayden      | [ 57 ] |
| Anvil: The Story of Anvil                                    | 2008 | jako on sam  | film dokumentalny, reżyseria: Sacha Gervasi                | [ 58 ] |
| Brutal Journey: Jack Black Finds His Inner Eddie Riggs       | 2009 | jako on sam  | film dokumentalny, reżyseria: Drew Hancock                 | [ 59 ] |
| No Flesh Shall Be Spared                                     | 2009 | jako on sam  | film dokumentalny, reżyseria: David Gregory                | [ 60 ] |
| Lemmy                                                        | 2010 | jako on sam  | film dokumentalny, reżyseria: Greg Olliver, Wes Orshoski   | [ 61 ] |
| Heavy Metal Britannia                                        | 2010 | jako on sam  | film dokumentalny, reżyseria: Chris Rodley                 | [ 62 ] |
| My First Guitar                                              | 2011 | jako on sam  | film dokumentalny, reżyseria: Nick Mead                    | [ 63 ] |
| Fix                                                          | 2011 | jako on sam  | film dokumentalny, reżyseria: Doug Freel                   | [ 64 ] |
| Louder Than Love: The Grande Ballroom Story                  | 2012 | jako on sam  | film dokumentalny, reżyseria: Tony D’Annunzio, Karl Rausch | [ 65 ] |
| Slash: Raised on the Sunset Strip                            | 2014 | jako on sam  | film dokumentalny, reżyseria: Martyn Atkins                | [ 66 ] |
| The Life, Blood and Rhythm of Randy Castillo                 | 2014 | jako on sam  | film dokumentalny, reżyseria: Wynn Ponder                  | [ 67 ] |
| The Damned: Don’t You Wish That We Were Dead                 | 2015 | jako on sam  | film dokumentalny, reżyseria: Wes Orshoski                 | [ 68 ] |

## Gry wideo
| Tytuł         | Rok  | Rola             | Uwagi                                                            | Źródło |
| ------------- | ---- | ---------------- | ---------------------------------------------------------------- | ------ |
| Brütal Legend | 2009 | jako Kill Master | rola dubbingowana, RTS, Double Fine Productions, Electronic Arts | [ 69 ] |

## Nagrody i wyróżnienia
| Rok  | Kategoria                    | Tytułem         | Nagroda                         | Nota | Źródło |
| ---- | ---------------------------- | --------------- | ------------------------------- | ---- | ------ |
| 2005 | The Golden God Award         | Lemmy Kilmister | Metal Hammer Golden Gods Awards | Laur | [ 70 ] |
| 2010 | Lifetime Achievement Award   | Lemmy Kilmister | Revolver Golden Gods Awards     | Laur | [ 71 ] |
| 2010 | Lifetime Legend Award        | Lemmy Kilmister | Vegas Rocks! Magazine Awards    | Laur | [ 72 ] |
| 2013 | Paul Gray Best Bassist Award | Lemmy Kilmister | Revolver Golden Gods Awards     | Laur | [ 73 ] |
| 2015 | Lifetime Achievement Award   | Lemmy Kilmister | Bass Player Live!               | Laur | [ 74 ] |
| 2016 | Legend                       | Lemmy Kilmister | Metal Hammer Awards             | Laur | [ 75 ] |